# カール・アンゼルム (ウラッハ公)
カール・アンゼルム・フュルスト・フォン・ウラッハ・グラーフ・フォン・ヴュルテンベルク（ドイツ語: Karl Anselm Fürst von Urach Graf von Württemberg, 1955年2月5日 - ）は、ウラッハ家前家長。リトアニア国王ミンダウガス2世の孫にあたる。

## 経歴
ウラッハ公子エーバーハルト（ミンダウガス2世の四男）とその妻のトゥルン・ウント・タクシス侯女イニガの長男（第3子）としてレーゲンスブルクで生まれた。1981年の伯父カール・ゲロの死に伴いウラッハ公位とリトアニア王位の継承権を得た。1991年2月9日にシュトゥットガルトにおいてサスキア・ヴュストホフ（Saskia Wüsthof）と結婚したが、この結婚は貴賤結婚のためカール・アンゼルムはウラッハ公の称号を放棄した。爵位継承法の規定では、リトアニア王位の継承権を放棄することも意味していた。カール・アンゼルムの継承権放棄により、子孫達はウラッハ公位およびリトアニア王位の請求ができなくなった。ウラッハ公の爵位は弟ヴィルヘルム・アルベルトが継承した。カール・アンゼルムはニーダーバイエルンのニーダーアイヒバッハ城に居住しており、スコットランドのインヴァネスにあるグレショーニッシュ・フォレストリー（Greshornish Forestry）領も所有している。

## 子女
サスキアとの間に2男を儲けたが、1996年に離婚した。
- ヴィルヘルム（1991年7月8日 - ）
- マクシミリアン（1993年5月5日 - ）